# Soda jerk

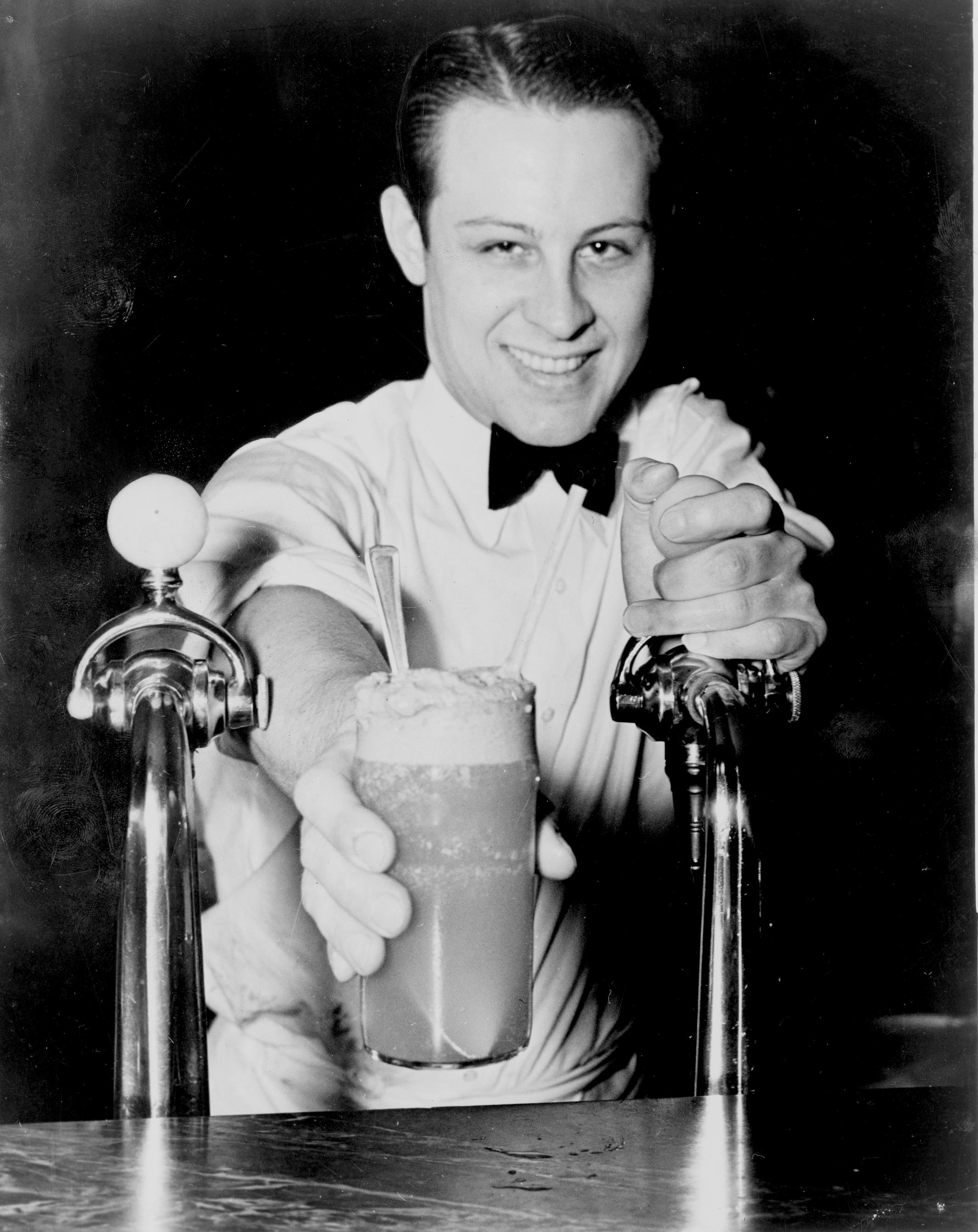
Soda jerk fazendo um refrigerante de sorvete passando em duas fontes de refrigerante, Nova Iorque, 1936

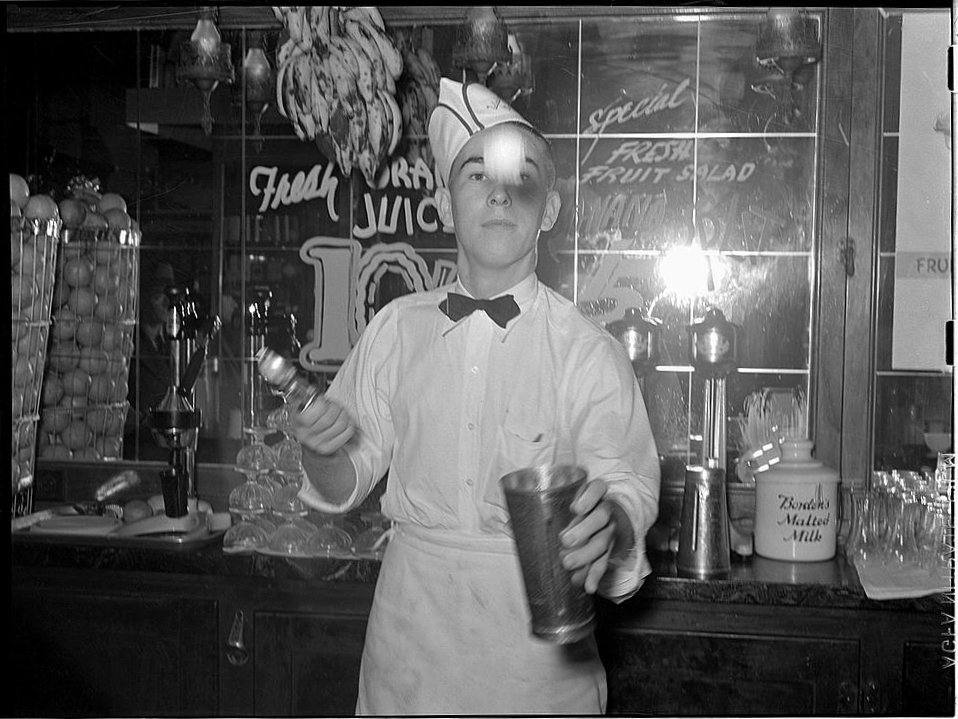
Um soda jerk colocando uma bola de sorvete em uma coqueteleira antes de fazer um batido maltado, Texas, 1939

Um soda jerk (ou soda jerker) é uma pessoa — normalmente jovem — que opera a fonte de refrigerante em uma farmácia, geralmente com o objetivo de preparar e servir refrigerantes e sorvetes. Isso era feito colocando xarope aromatizado em uma coqueteleira e adicionando água gaseificada. Uma ou duas bolas de sorvete, ou ocasionalmente leite maltado, podem ser adicionadas. O resultado era servido com uma colher de cabo longo, mais conhecida como "colher de refrigerante" e com canudos.

## Origem do termo
O termo soda jerk é um trocadilho com soda clerk, o cargo formal dos assistentes de farmácia que operavam as fontes de refrigerante. Ele foi inspirado pela ação "repuxa" (jerking) que o servidor usaria para girar a alça da fonte de refrigerante para frente e para trás ao adicionar a água com gás. Todas as bebidas eram feitas com água gaseificada sem sabor. Consequentemente, a alça da torneira era grande, pois o soda jerker costumava usá-la com frequência.

## História
A prática de operar uma fonte de refrigerante em uma farmácia alcançou seu pico de popularidade na década de 1940 mas era popular entre os anos 20 e 50. A posição era cobiçada e geralmente era concedida somente após um prolongado trabalho servil na loja. A batida de refrigerantes era feita por jovens populares, com personalidades altas e boas habilidades de interação, devido ao ambiente popular e à associação "descolada". Esperava-se que esses garotos que trabalhavam nas lojas sirvam as bebidas e também socializem e entretenham os convidados.
Michael Karl Witzel descreve um soda jerk arquetípico como "um showman consumado, inovador e linguista freelancer [...] a estrela da cultura pop da Era Dourada".
A proliferação de sorveterias declinou à medida que a popularidade dos drive-ins e das lojas de fast-food cresceu, e os cozinheiros de grelhados e fritados substituíram os soda jerks. Alguns restaurantes temáticos modernos são decorados com estilo nos estabelecimentos da década de 1950 e incluem um soda jerk, além de jukeboxes retrô e assentos nos estandes.

## Jargão
Os soda jerks eram conhecidos por terem seu próprio jargão sobre como as bebidas eram feitas. Eles criavam apelidos para diferentes bebidas. Por exemplo, eles chamavam um copo de leite de "baby" e um milk-shake de morango "in the hay". Eles também tinham um linguajar para expressar como queriam que sua bebida fosse servida. O café chamado "draw one" seria servido bem se chamado "draw one from the south". Se uma bebida era pedida com gelo extra, era "heavy on the hail".
Alguns desses termos são usados hoje. Os egg creams, abreviação de um refrigerante de chocolate com leite, são servidos em muitos lugares e são especialmente conhecidos em Nova Iorque, onde se originou.
"Concrete" (concreto) é outro termo do jargão dos soda jekers que ainda é usado. A definição de concreto remonta um milk-shake ou creme super espesso. Hoje, uma empresa conhecida por usar o termo é a Culver's, por causa de seus betoneiras.